# Bellu begravningsplats
Șerban Vodă begravningsplats (rumänska: Cimitirul Șerban Vodă), vanligen känd som Bellu begravningsplats (rumänska: Cimitirul Bellu), är den mest kända begravningsplatsen i Bukarest, Rumänien, och har varit i drift sedan 1858.

### Fotnoter
1. ↑  ”Bellu Cemetery – included on the map of European cultural sights” (på engelska). Nine o' Clock. 1 juli 2010. http://www.nineoclock.ro/bellu-cemetery-included-on-the-map-of-european-cultural-sights/. Läst 30 december 2015.